# Prager Rohrpost

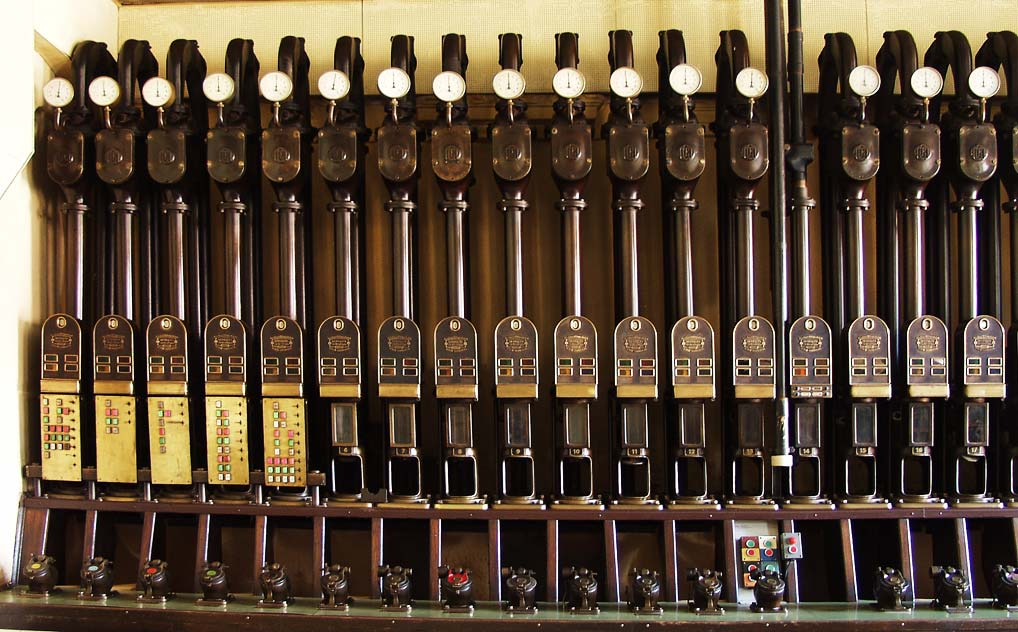
Hauptsteuertafel mit Eingängen, Ausgängen und Steuerköpfen der Trassen

Rohrpostganzsache der tschechoslowakischen Post. Sie war weniger als eine Stunde zum Bestimmungsamt unterwegs. (1938)

Die Prager Rohrpost ist das weltweit einzige vollständig erhaltene städtische Rohrpostsystem. Die Hochwasser im Jahre 2002 setzten es bis auf Weiteres außer Betrieb.

## Geschichte
Die Gründung der Prager Rohrpost geht auf den 6. August 1887 zurück. Das System basiert auf derselben technischen Lösung, die zuvor 1875 in Wien implementiert wurde.
Die erste Trasse führte von der Hauptpost am Wenzelsplatz (Jindřišská ulice) zur Haupttelegrafenstation auf dem Kleinseitner Ring in die Altstadt in eines der Häuser der Firma V. J. Rott. Später wurde sie auf 5 km bis zur Prager Burg verlängert. Das System wurde zunächst im inneren Dienstverkehr, vorwiegend für den Transport von Telegrammen zwischen Telegrafenamt und Hauptpost verwendet. Eine Ausbaustrecke führte zum Postamt in Libno und maß insgesamt 7,5 Kilometer, die Fahrtdauer betrug 12 Minuten. In späteren Jahren kamen Postämter in Královské Vinohrady, Hrad und Smíchov hinzu, sowie 14 weitere private Teilnehmer.
Der öffentliche Vollbetrieb für den Transport von Telegrammen und Eilsendungen begann am 4. März 1899. Hierfür wurden spezielle rote Briefkästen mit zwanzigminütigem Leerungsturnus aufgestellt.
In den Jahren der wirtschaftlichen Blüte von 1927 bis 1932 fand ein kompletter Umbau des Netzes statt, bei dem neue Trassen geschaffen und ein leistungsfähiges Automatiksystem der Berliner Firma Mix & Genest installiert wurde. Danach wurden durchschnittlich jährlich 420.000 Kartuschen verschickt, die 1,1 Millionen Telegramme transportierten und über zwei Millionen Kilometer zurücklegten.
Nach der Besetzung im März 1939 wurde Tschechien als Protektorat Böhmen und Mähren faktisch zu einem Teil des Deutschen Reiches. Die Prager Rohrpost wurde seither bis Kriegsende als Einrichtung der sogenannten Protektoratspost betrieben.
Während des Prager Aufstands spielte die Rohrpost eine wichtige Rolle bei der Versorgung des belagerten Rundfunkgebäudes. Seit Ende des Zweiten Weltkrieges wurde das Rohrpostnetz ausschließlich geschäftlich genutzt.
In einem Versuch im Jahr 1970 wurde die Übertragungsleistung für die Übermittlung von 50 Telegrammen zwischen dem Prager Hauptpostamt und einem Postbüro in der Prager Burg mit einem Boten und einer Fernschreibverbindung verglichen, die von dem Weltmeister im Fernschreiben bedient wurde. Die Rohrpost benötigte mit acht Minuten die mit Abstand geringste Zeit.
Noch in den 1990er Jahren wurden mehr als 100.000 Behälter jährlich befördert, jedoch wurde der Betrieb nach und nach schwächer.
2002 wurde das Rohrpostnetz durch das Moldauhochwasser, ähnlich wie Teile des U-Bahn-Netzes, völlig überflutet. Dadurch wurden einige Abschnitte so schwer beschädigt, dass eine Instandsetzung nicht mehr in Frage kam.
Die Anlage ging im Zuge der Privatisierung der SPT Telecom 2005 in den Besitz der Telefónica über, die es 2012 an den Unternehmer Zdeněk Dražil verkaufte. Er sucht Sponsoren, um diese weltweit einzigartige technische Rarität wenigstens teilweise wieder in Betrieb zu nehmen.

## Verwendete Technik

### Rohrleitungen

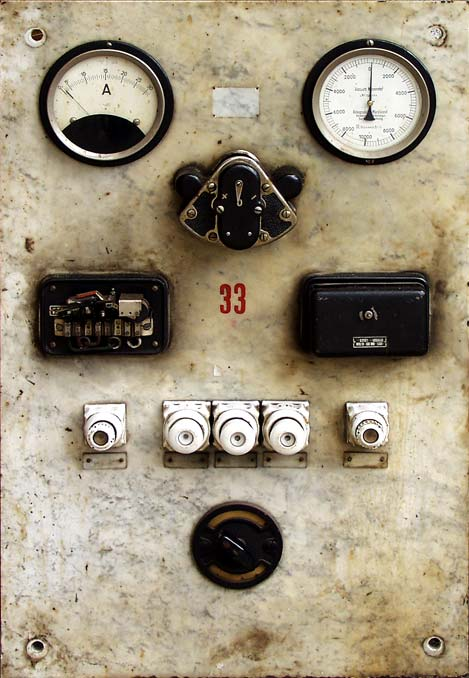
Das originale Bedienpult des Gebläses mit einem Amperemeter und einem Druckmesser auf einer Marmorplatte

Die Trassen der Rohrpost werden aus Stahlrohren mit einer lichten Höhe von 65 mm und einer Wanddicke von 2,5 bis 3 mm gebildet. Die Röhren sind durch enge 14 cm lange Rohrstutzen verbunden, die die genaue Gleichachsigkeit der Verbindung gewährleisten, und nach dem Schweißen auch ihre vollständige Luftdichte. Um Fehlströme zu vermeiden, welche die Korrosion des Materials erhöhen, sind an einigen Stellen zwischen den Röhren auch keramische Isolatoren eingesetzt. Von der Außenseite sind die in die Erde verlegten Röhren durch ein Asphalt-Glas-Gewebe geschützt, das in warmem Zustand auf sie gewickelt und mit heißem Asphalt eingestrichen ist. Die Rohrleitung ist in der Regel unter den Prager Gehsteigen in einer Tiefe von 80 bis 120 cm unter der Oberfläche verlegt. Innerhalb von Gebäuden und im Prager Kollektornetz hat man die Röhre nur mit Korrosionsschutzanstrichen versehen.
Die Radien der Bögen in der Erde sind mindestens 250 cm groß, für gewöhnlich verwendet man aber 300 cm. Innerhalb der Gebäude ist der erlaubte Mindestradius 200 cm. Die Bögen werden aus speziellen gebrannten Rohren mit Hilfe einer speziell für diesen Zweck konstruierten Kaltbiegemaschine geformt.
Zusammen mit der Rohrleitung verlegt man auch das Signalkabel, durch das die Kommunikation mit den Elementen der Trasse gesichert wird.
Einzelne Trassenabschnitte sind mit sogenannten Besichtigungsbrunnen (Schächten) ausgestattet. In ihnen ist es möglich, eine Rohrleitung zu öffnen und den Ort einer Störung festzustellen oder von dort aus einen auf der Trasse hängengebliebenen Behälter herauszunehmen. Dies wird ermöglicht, indem ein schwererer Behälter, der zum Ort des Hindernisses gesandt wurde, mittels eines Drucks von bis zu 30 atm herausgedrückt wird.

### Transportbehälter

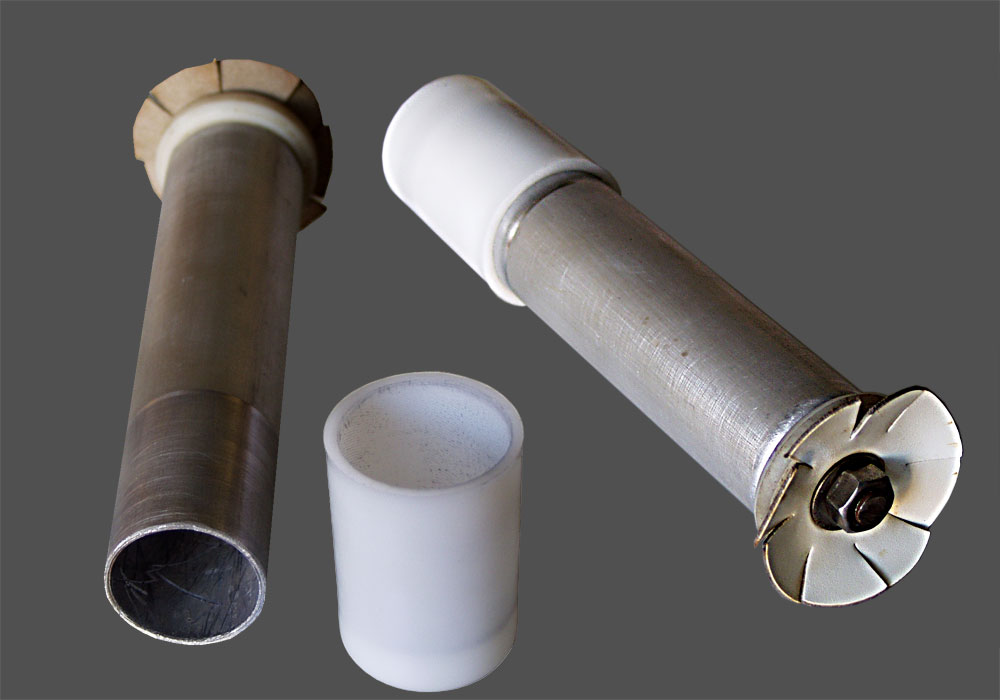
Versandbehälter

Durch die Rohrleitung werden Aluminiumbehälter transportiert, die aus kurzen Rohrstücken von 200 mm Länge und einem Außendurchmesser von 48 mm hergestellt sind. Auf der Rückseite ist das Rohr mit einem Kunststoffring versehen, der das Reiben des Aluminiums an den Wänden der Rohrleitung verhindert. Auf diesem Kunststoffring ist ein Fächer aus elastischem Kunststoff montiert, der den Behälter in der Rohrleitung abdichtet. Auf der Vorderseite ist eine abnehmbare Verschlusskappe aus Kunststoff befestigt. Der Durchmesser des hinteren Rings und der vorderen Kappe beträgt jeweils 57 mm. Die verbleibenden 8 mm zur lichten Höhe der Rohrleitung werden durch den bereits erwähnten elastischen Fächer gegen die Innenwand der Rohrleitung abgedichtet, sodass das Rohrleitungssystem auch an dieser Stelle völlig dicht bleibt und beim Transport nur eine sehr geringe Reibung aufweist.

### Antriebseinheiten

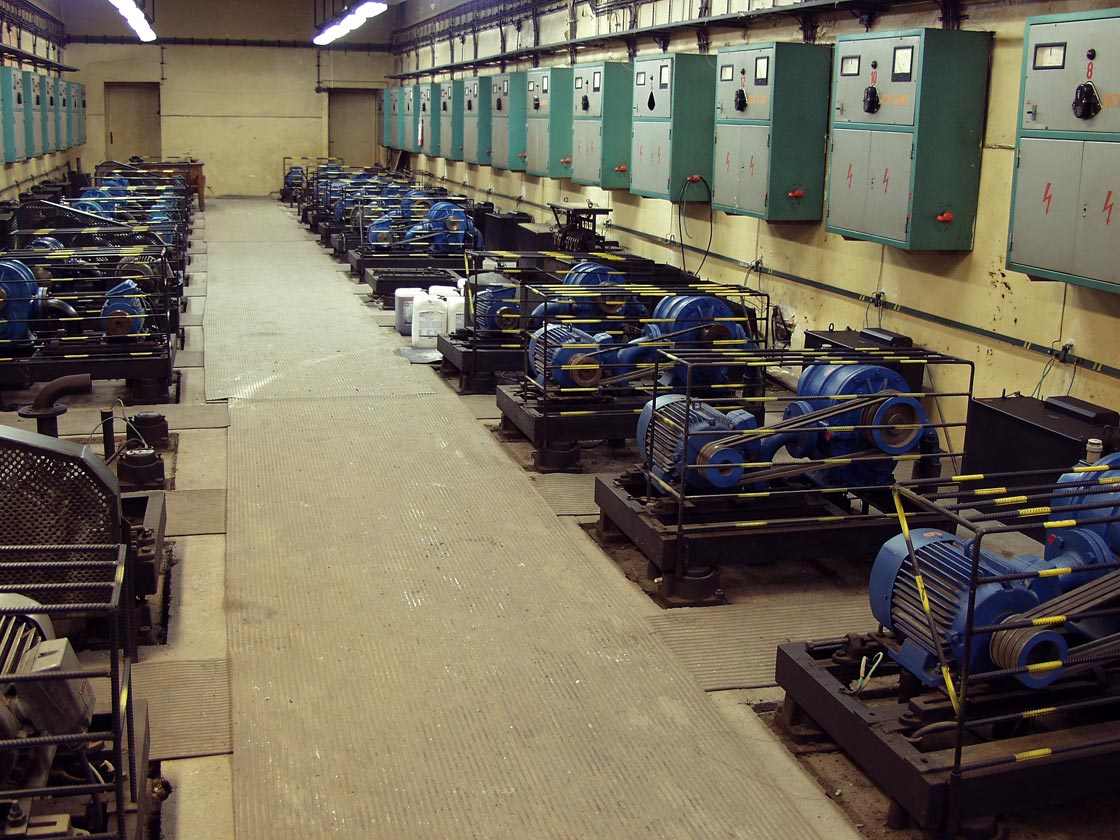
Maschinenraum im Gebäude der Hauptpost

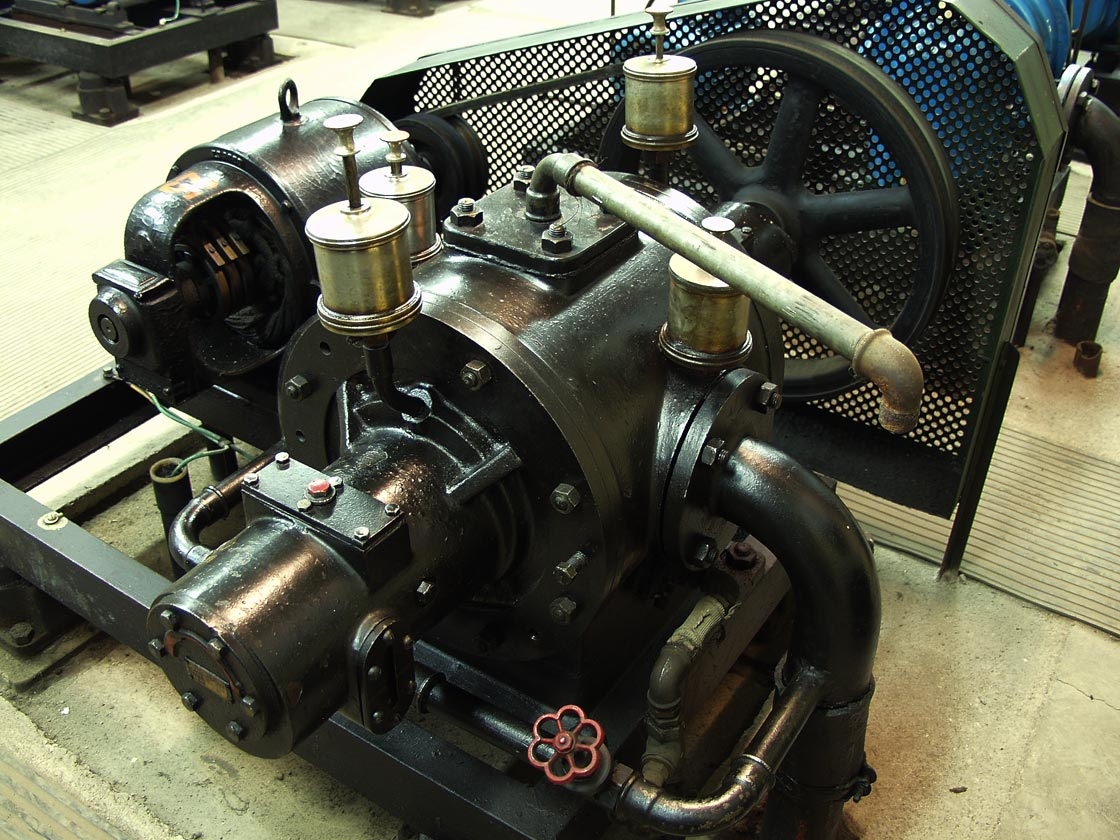
Schaufelgebläse aus den 1930er Jahren

Jede Strecke der Rohrpost ist mit einem eigenen Antriebsaggregat ausgestattet, das von einem durch einen Elektromotor angetriebenen Gebläse gebildet wird. Ein Gebläse bedient einen Trassenabschnitt von maximal 3 km, sodass auf den längeren Trassen mehrere Gebläse eingesetzt werden müssen. Das Gebläse muss die Laufumkehrung beherrschen und so entweder einen Überdruck oder umgekehrt einen Unterdruck in der Rohrleitung erzeugen können. Die Gebläse sind mit T-Schaltungen an die Rohrleitung angeschlossen. Von beiden Seiten ist in der Rohrleitung in geeigneter Entfernung vor einer T-Schaltung ein Kontakt angebracht, der mit dem durchfahrenden Behälter gekoppelt ist.
Das Gebläse ist zuerst im Ansaugmodus, sodass der Behälter in Richtung der T-Schaltung angesaugt wird. Bevor er sie erreicht, schließt der Behälter einen Kontakt, der die Umkehrung des Gebläses durchführt. Inzwischen fährt der Behälter durch sein Beharrungsvermögen an der T-Schaltung vorbei. In dem Moment, wenn er hinter ihr ist, bewirkt das schon umgekehrte Gebläse an ihr augenblicklich dagegen einen Überdruck.
Ältere Gebläse waren Schaufelgebläse (eine außermittig angebrachte rotierende Schaufel in einem Zylinder von 300 mm Höhe). Neuere Gebläse verwenden einen rotierenden Kolben.

### Sendungen
In den Behältern finden Sendungen von bis zu 5 cm Durchmesser und einer Länge von 30 cm Platz. Ihr Gewicht kann bis zu 3 kg betragen. In der Regel handelte es sich um eingerollte Telegrammformulare, aber es war im Grunde möglich, jede beliebige Art Sendung bis zu den vorgegebenen Höchstmaßen und dem vorgegebenen Gewicht zu befördern. Verständlicherweise konnten sie keine Gefahrenstoffe enthalten, die die Rohrleitung zerstören könnten. Auf der anderen Seite ließ sich die Geschwindigkeit der Behälter regeln, sodass man zum Beispiel eine zerbrechliche Sendung auch auf eine sehr schonende Weise verschicken konnte.

## Trassen und Stationen

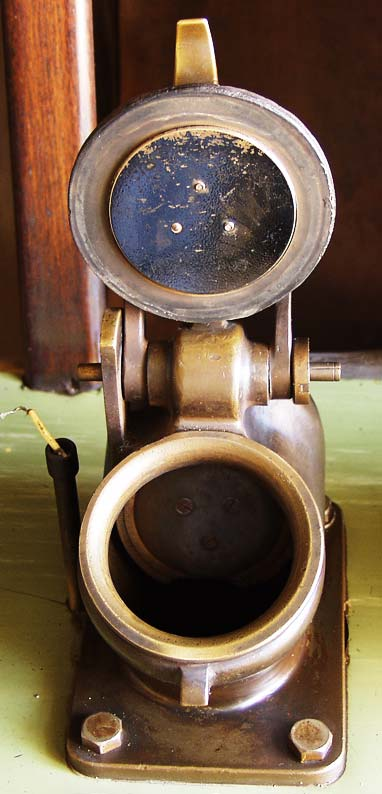
Sendungseinwurf

Das Netz der Prager Rohrpost besteht aus fünf sternförmig angeordneten, mit Weichen und Konzentratoren ausgestatteten Haupttrassen und aus sogenannten Teilnehmerverbindungen. Die Gesamtlänge der Trassen beträgt ca. 55 km. Auf einigen sehr frequentierten Abschnitten ist die Rohrleitung zweiröhrig (getrennte Richtungen), aber die Mehrheit der Trassen ist nur einröhrig und die Richtung der Sendung wird durch die richtige Laufrichtung der Kompressoren bestimmt. Die Haupttrassen verbinden folgende Postämter:
- Zentrale Jindřišská – Prag 2, Prag 3, Prag 10
- Zentrale Jindřišská – Prag 1, Prag 2
- Zentrale Jindřišská – Prag 5
- Zentrale Jindřišská – Prag 6
- Zentrale Jindřišská – Prag 7

Von den 16 Teilnehmerverbindungen haben sich noch 7 erhalten. Insgesamt verblieben so bis heute 24 Rohrpoststationen.
Über drei Brücken (Hlávkův most, Mánesův most und Most Legií) überquert die Prager Rohrpost die Moldau.

### Zentrale

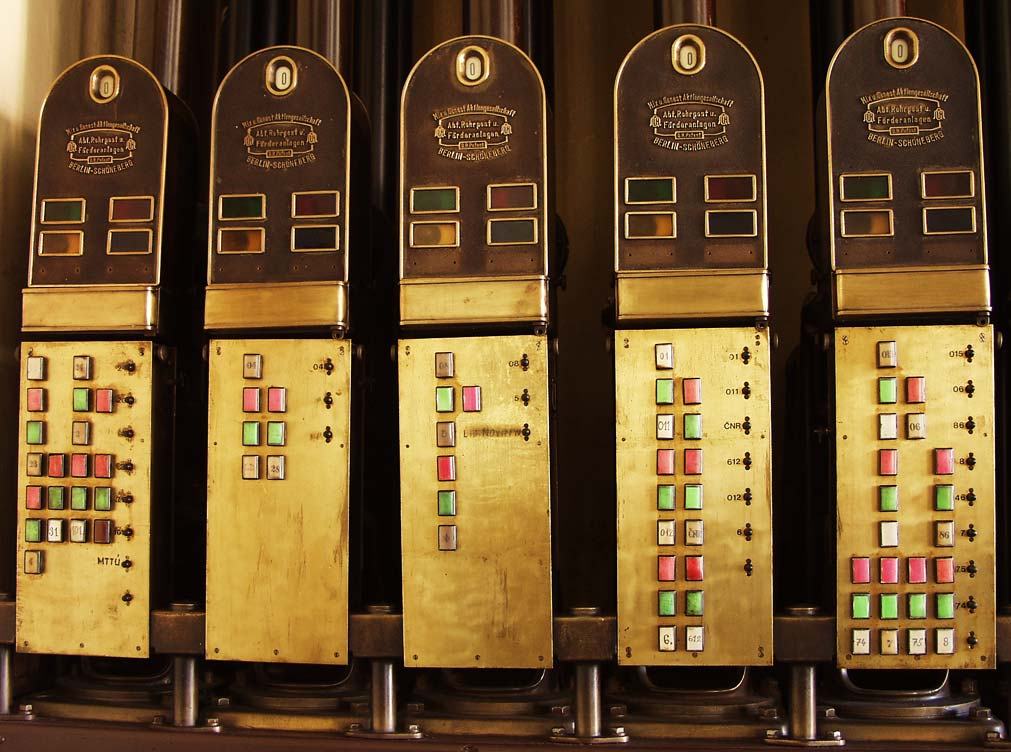
Die Köpfe der fünf Haupttrassen mit Signalleuchten und Weichenbedienung

Der Ort, an dem alle Trassen zusammenliefen, befindet sich im Gebäude der Hauptpost auf der Jindřišská ulice (50° 5′ 0″ N, 14° 25′ 40,6″ O). Hier führte man einerseits über alle Sendungen genau Nachweis und andererseits wurden hier die Steuerung und Überwachung des ganzen Systems durchgeführt. Hier erfolgte auch die Umverschickung der Sendungen zwischen den einzelnen Trassen. Die Sendungen wurden in einem solchen Fall durch das Bedienpersonal manuell aus der Tasche umgeladen, von wo sie zum Eingang zu einer weiteren Trasse für die folgende Versendung kamen. Selbstverständlich wurde dies von einem genauen Nachweis begleitet.
Den aktuellen Zustand der Trasse zeigten Signallichter auf dem zugehörigen Kopf an. Auf die Trasse konnte man bis zu 10 Sendungen in einem Intervall von 30 Sekunden hintereinander abschicken. In der Praxis wurde eine solche Menge an Sendungen selten gebraucht.
Auf Trassen mit Weichen mussten die Sendungen nach einer vorher festgelegten Reihenfolge rangiert werden. Die Weichen konnte man nämlich von der Zentrale aus nur vor dem eigentlichen Beginn der Behälterversendung in den aktiven Zustand versetzen. Der erste Behälter wurde durch die betreffende Weiche abgezweigt, aber nach seiner Durchfahrt kehrte die Weiche in die neutrale Lage zurück, sodass weitere Behälter bereits ohne Abzweigung durchfahren konnten. Deswegen musste ein Behälter, der abzweigen sollte, in der Lieferung an erster Stelle eingeordnet sein.